# 黄水郡
黄水郡，中国南北朝时设置的郡。
南朝梁置，治所在黄水县（今广西壮族自治区罗城仫佬族自治县西北）。属东宁州。辖境即今广西壮族自治区罗城仫佬族自治县一带。隋朝开皇九年（589年）废。 